# Несамовитий Роланд

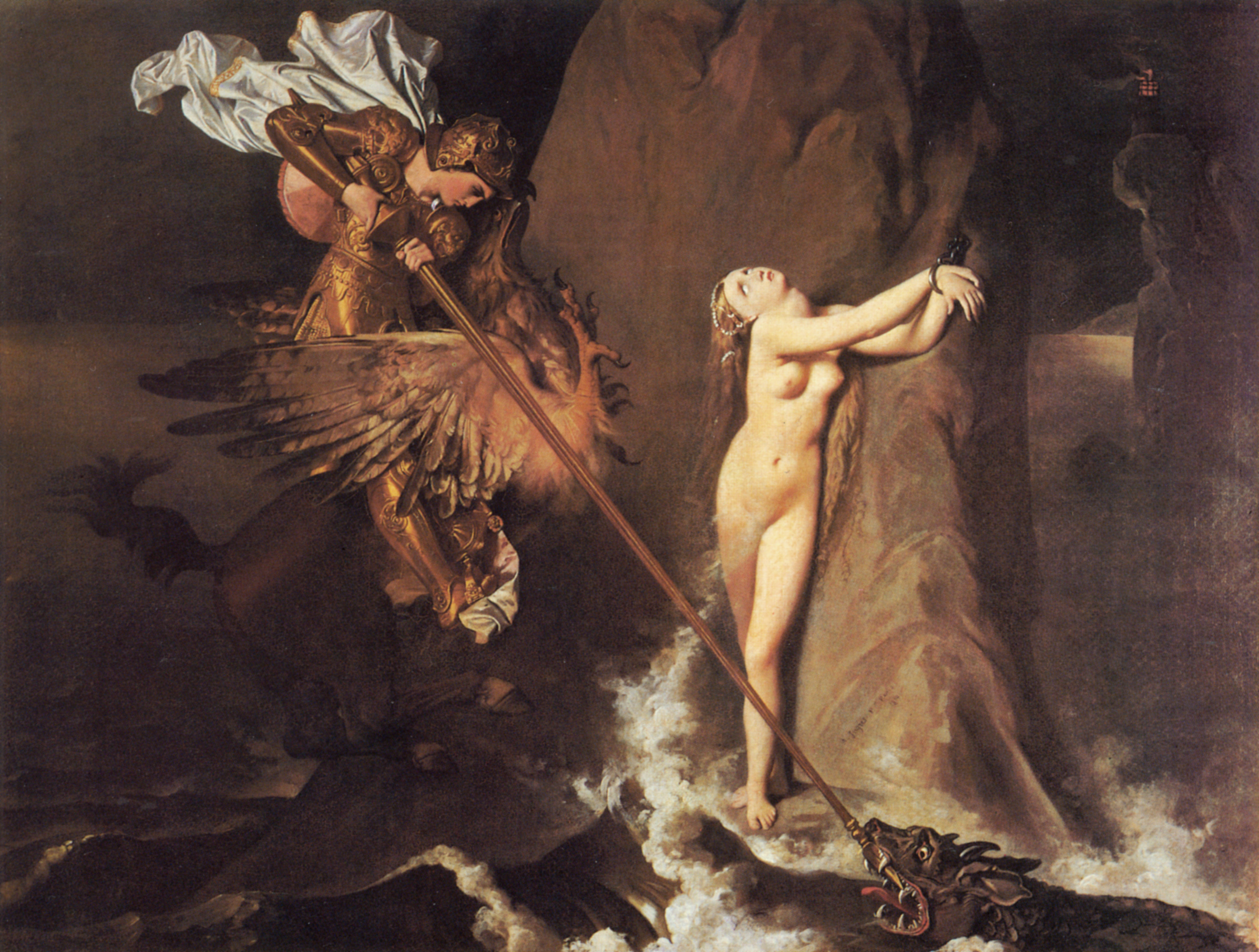
Жан-Огюст-Домінік Енгр. Рудж'єр рятує Анжеліку від морського чудовиська. 1819. Париж, Лувр

«Несамовитий Рола́нд», «Несамовитий Орла́ндо» (італ. Orlando furioso) — лицарська поема італійського письменника Лудовіко Аріосто, яка мала значний вплив на розвиток європейської літератури Нової історії. Перша версія (у 40 піснях) з'явилась у 1516 році, 2-ге видання (1521 року) відрізняється лише більш ретельною стилістичною обробкою, повністю опублікована у 1532. «Несамовитий Орландо» є продовженням поеми «Закоханий Роланд» (Orlando innamorato), написаний Матео Боярдом (опублікована посмертно у 1495 році). Складається із 46 пісень, написаних октавами; повний текст твору налічує 38 736 рядків, що робить його однією з найдовших поем європейської літератури.

## Сюжет
В основі поеми — перекази каролінгського та артурівського циклів, принесені до Італії із Франції у XIV ст. Як і у Боярдо, від каролінгських епічних пісень залишилися тільки імена персонажів, а вся сюжетика взята з бретонского лицарського роману. Сюжет «Несамовитого Роланда» вкрай заплутаний і розгалужується на безліч окремих епізодів. Тим не менш увесь зміст поеми можна звести до чотирнадцяти сюжетних ліній, з яких вісім великих (Анжеліка, Брадаманта, Марфіза, Астольфо, Роланд, Рінальдо, Родомонт, Рудж'єр) та шість малих (Ізабелла, Олімпія, Грифон, Зербіно, Мандрікардо, Медоро). Головні сюжетні лінії поеми — нерозділене кохання найсильнішого християнського лицаря Роланда до катайської царівни Анжеліки, яке звело його з розуму та щасливе кохання сарацинського вояка Рудж'єра та християнської войовниці Брадаманти, яким, згідно з поемою, стануть родоначальниками феррарської герцогської династії д'Есте.

## Поетика

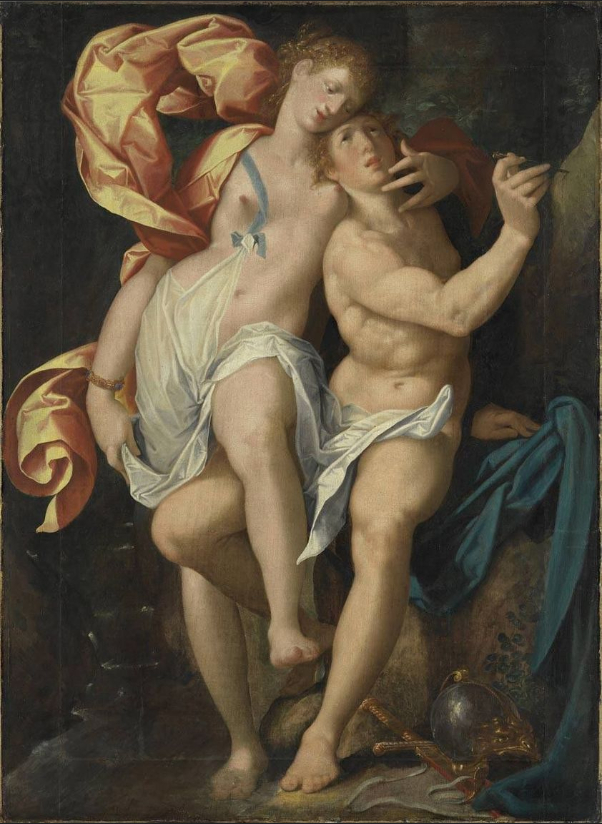
Бартоломеус Спрангер, Анжеліка та Медор. 1600, Мюнхен, Стара Пінакотека

Автор ставиться до описаних ним пригодам іронічно, виражаючи свою оцінку як у описах, так і у численних ліричних відступах, які згодом стали найважливішим елементом новоєвропейської поеми. В авторських відступах також обговорюються цілком «серйозні» теми; так, Аріосто веде бесіду з читачем про мистецтво поезії, критикує Італійські війни та зводить рахунки зі своїми заздрісниками та ворогами. Різного роду сатиричні та критичні елементи розсіяні по всьому тексту поеми; в одному з найбільш відомих епізодів лицар Астольф прилітає на гіпогрифі на Місяць, щоб віднайти втрачений розум Роланда, і зустрічає тамтешнього апостола Іоанна. Апостол показує йому долину, де лежить усе, що втрачено людьми, у тому числі краса жінок, милість царів та Костянтинового дару.

## Критика
Спочатку поема Аріосто існувала в атмосфері всезагального та безумовного визнання. У 1549 році з'явився коментар до поеми Сімоне Форнарі, а в 1554 вийшли друком одразу три книги, що містили апологію поеми: листування Джованні Баттіста Піньї та Джиральді Чинціо, «Міркування про створення романів» Джиральді, «Романи» Піньї. Перший розгорнутий виступ проти «Несамовитого Орландо» та романів взагалі ми знаходимо у діалозі Антоніо Мінтурно «Поетичне мистецтво», що вийшов у світ у 1563 році. Мінтурно з позицій класицизму звинувачував Аріосто у порушенні аристотелівського принципу єдності дії.
Гегель, а згодом й Франческо де Санктіс наприкінці XIX ст. висунули положення, яке донині є авторитетним, згідно з яким іронія у Аріосто — передусім фактор світоглядний. Це погляд нової свідомості на стару та віджилу реальність, це свідоцтво зрілості розуму, піднесений над поетичними фантазіями Середньовіччя. Це та форма, у якій лицарська культура знаходить своє природне закінчення. Однак така точка зору, по-перше, ставить знак рівності між аріостовою та романтичною іронією, що є методологічною модернізацією, а, по-друге, це й історична модернізація, оскільки лицарська культура доби Аріосто зазнавала зовсім не занепад, а розквіт.
Бенедетто Кроче у своєму революційному творі «Аріосто, Шекспір і Корнель» (1920) вказав на універсальну гармонію як на верховний мистецький принцип «Несамовитого Роланда».

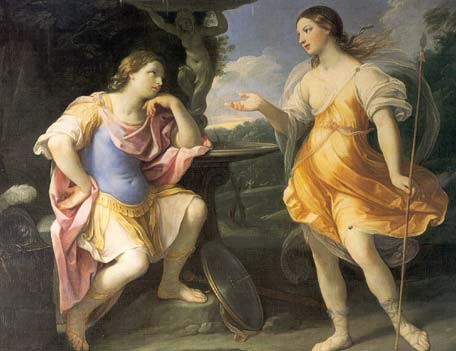
Гвідо Рені. Зустріч Брадаманти і Флордеспіни. 1635 рік

## Вплив
Поема Аріосто, незважаючи на критику її «несерйозності» та «невідповідності», відразу ж стала відомою та викликала безліч наслідувань. (Було й пряме продовження — поема Вінченцо Брузантіні «Улюблена Анджеліка», що вийшла друком у 1550 році, у якій прослідковується подальша доля Анжеліки). За її мотивом створювалися картини й опери; у світовій літературі сюжетні елементи «Шаленого Роланда» можна знайти у творах Лопе де Веги, Сервантеса (у романі «Дон Кіхот»), Віланда, Байрона, Вольтера, Пушкіна, Осипа Мандельштама («Аріост») та інші.